# Richard Damme
Richard Damme (ur. 28 września 1826 we Frankfurcie nad Odrą, zm. 2 września 1916 w Gdańsku) – handlowiec, Honorowy Obywatel Miasta Gdańska.

## Życiorys
Richard Damme urodził się 28 września 1826 we Frankfurcie nad Odrą. W 1840 wraz z ojcem zamieszkał w Gdańsku, gdzie przez dwa lata uczył się w Akademii Handlowej. W 1859 założył własną firmę, zajmującą się handlem zbożem i drewnem. W 1873 utworzył spółkę akcyjną budowy linii kolejowej z Malborka do Mławy (obecnie część linii kolejowej nr 9). Angażował się w życie polityczne miasta, przez ponad trzydzieści lat był członkiem Rady Miejskiej, a w latach 1864–1899 jej przewodniczącym. W 1897, w uznaniu jego zasług, Rada Miasta przyznała mu tytuł honorowego obywatela. W 1902 przeszedł na emeryturę, zmarł 2 września 1916.